# يومي ماتسوزاوا
يومي ماتسوزاوا (هيراغانا: ゆみ　まつざわ) (كانجي: 由美　松澤) هي مغنية يابانية ولدت في 29 مارس 1974م في سائيتاما في اليابان. اشتهرت بأداء المقدمات الغنائية لمسلسلات الأنمي إلى جانب أداء بعض الأغاني المفردة في مجالات أخرى.
بدايتها الفنية كانت مع فرقة بلو بيت بلايرز Blue Beat Players كمغنية مساعدة. بدأ نجمها بالسطوع كمغنية منفردة بعد نجاحها في برنامج أسايان، والظهور الفني الأول بعد نجاحها كان في 23 أكتوبر 1996م بأداء أغنية مقدمة مسلسل أنمي الميكا «مارتين ساكسيسور ناديسكو» والتي هي بعنوان «يو غِت تو بارنِنغ You Get To Burning».

## روابط خارجية
- يومي ماتسوزاوا على موقع ميوزك برينز (الإنجليزية)
- يومي ماتسوزاوا على موقع ديسكوغز (الإنجليزية)
- يومي ماتسوزاوا على موقع ANN person (الإنجليزية)